# کولوگالا
کولوگالا (به لاتین: Kolugala) یک منطقهٔ مسکونی در سری‌لانکا است که در استان مرکزی (سری‌لانکا) واقع شده‌است.